# يدي ظاهري
يدي ظاهري (بالفرنسية: Yedi Zahiri)‏ هو لاعب كرة قدم فرنسي في مركز الوسط، ولد في 2 سبتمبر 1985 في باريس في فرنسا. شارك مع منتخب ساحل العاج تحت 20 سنة لكرة القدم. أما مع النوادي، فقد لعب مع آود هيفرلي لوفين ورويال يونيون سان خيلويزي ونادي تشيرنو مور فارنا ونادي روان ونيم أولمبيك.